# Шанц (форт)
Форт «Шанц» (он же Александровская батарея, он же Александр и Николай Шанцы) — памятник истории и архитектуры XVIII века. Расположен в западной части острова Котлин, на территории государственного природного заказника Западный Котлин. Создан для защиты города от шведов во время Северной войны — в 1706, несколько раз перестроен. Находится под охраной государства.

## История
В 1706 году чуть впереди нынешнего правого фланга батареи был возведён земляной редут «Александр-Шанец», долгое время являвшийся главным оборонительным сооружением на острове. В начале XIX века рядом, на южном берегу Котлина, построили деревоземляную «Александровскую» батарею. Дополнительно, для защиты подступов к обоим укреплениям, между ними расположили небольшой пехотный редут «Михаил». Все эти сооружения были кардинально перестроены летом 1855 года в ходе спешного усиления Кронштадта в связи с угрозой атаки англо-французской эскадры. На северном берегу теперь располагалась батарея № 7 («Александр-Шанец»), на южном — батарея № 8 («Николай-Шанец»), а между ними — батарея литер «В» (позднее получившая название «Куртинная»).
Без сколь-нибудь серьёзной модернизации укрепления просуществовали до конца XIX века, когда на их месте решили возвести группу батарей долговременного типа, получившую название «Шанц» (Форт «Шанц»). Строительство северной (пушечной) и центральной (мортирной) батарей началось в 1897 году и продолжалось 5 лет. Постройки выполнялись из бетона по принятым за основу проектам фортов «А» и «В», в которые вносились необходимые по местным условиям изменения. На пушечной батарее кроме основного вооружения установили четыре пушки, предназначенные для борьбы с возможными неприятельскими десантами. Для освещения прилегающего участка рейда на правом фланге поместили прожектор, скрывающийся при необходимости в шахте. Через некоторое время на левом фланге группы возвели южную (пушечную) батарею, аналогичную по постройкам, вооружению и оборудованию северной.
К 1930 году батарея «Шанц» утратила своё боевое значение, вооружение было снято, а в части освободившихся казематов решили оборудовать командный пункт Командующего Береговой Обороной Балтийского моря. Во время Второй Мировой войны стационарных береговых орудий на батарее «Шанц» установлено не было, в то же время здесь базировалась Отдельная железнодорожная артиллерийская батарея № 19-А (2 орудия калибром 180 мм), курсировавшая по ветке Кронштадт — форт «Риф».

## Отображение в искусстве
Летом 2014 года на форте «Шанц» и близлежащем пляже проходили съёмки фильма «Батальонъ».

## Транспорт
Конечная остановка автобуса № 2Кр.